# Zuidzande
Zuidzande (Zeeuws: Susande) is een klein dorp in de gemeente Sluis, in de Nederlandse provincie Zeeland. Dit in de regio Zeeuws-Vlaanderen gelegen dorp telt 465 inwoners (2023).

## Geschiedenis
Oorspronkelijk was Zuidzande, net zoals Cadzand, Koezand, Wulpen en Schoonvelde een zandbank gelegen in de monding van de Zwinarm. Door de aanleg van lage dijken ontstond de Zuidzandepolder, waar op de zuidrand een woonkern verrees. Deze lag op een driesprong van dijken, welke ook de Christoffelpolder en de Capellepolder. Er werd een aan Sint-Christoffel gewijde kerk gebouwd. In de loop van de 15de eeuw werd het gebied één met het eiland Cadzand. Tijdens de Tachtigjarige Oorlog raakte het gebied deels geïnundeerd, en blijkbaar ging het Christoffelkerkje daarbij verloren, want in 1659 werd een nieuwe (hervormde) kerk gebouwd.
Tijdens de Slag om de Schelde, in 1944, liep ook Zuidzande enige schade op, onder meer de kerk werd verwoest.
Tot 1970 was Zuidzande een zelfstandige gemeente. In dat jaar ging het op in Oostburg dat in 2003 weer opging in Sluis.
Het dorp bevindt zich in de Christoffelpolder.

## Bezienswaardigheden
- Zuidzandse Molen
- Molen aan de Molenweg
- Hervormde kerk

## Geboren in Zuidzande
- David Luteijn (1943-2022), politicus

Zie ook
- Lijst van rijksmonumenten in Zuidzande

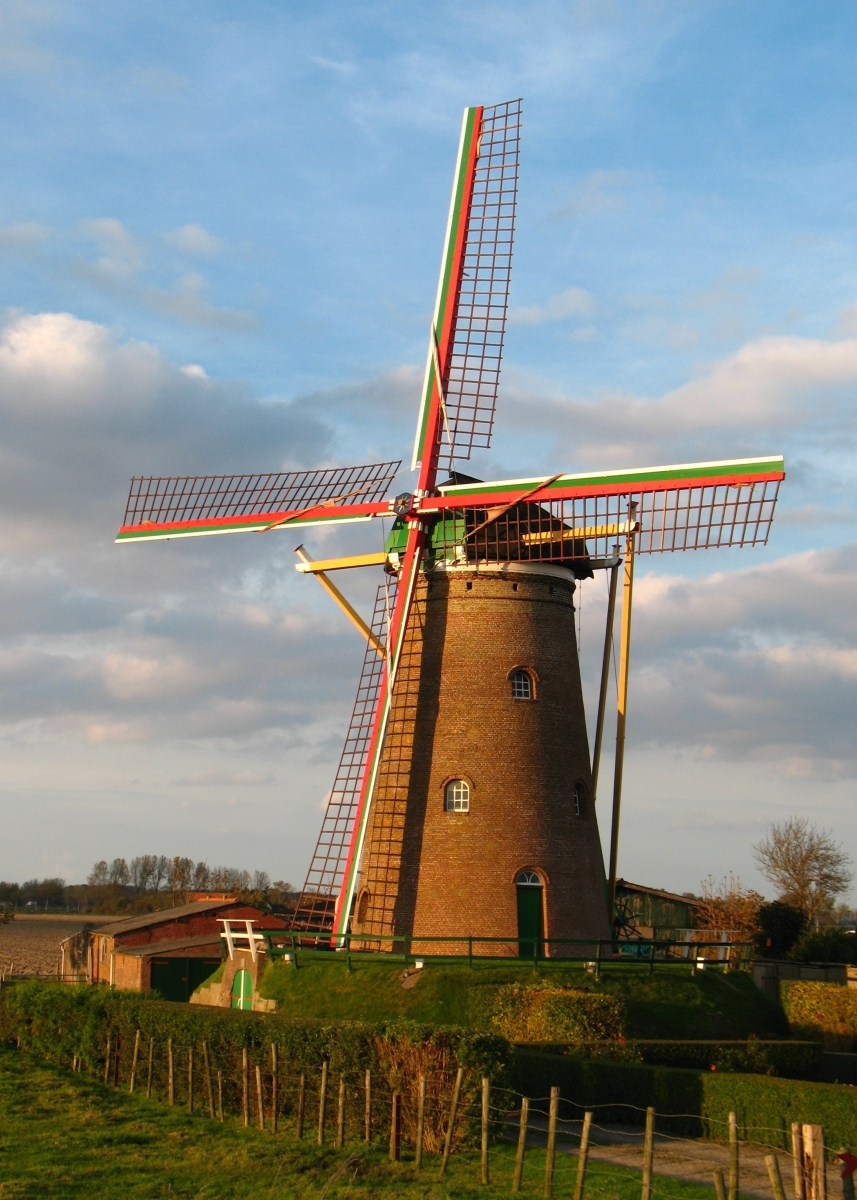
Zuidzandse Molen

## Natuur en landschap
Zuidzande ligt in een zeekleipoldergebied op een hoogte van ongeveer 1 meter. Vrijwel het gehele gebied wordt door de akkerbouw ingenomen. Een aantal oude, met knotwilgen omzoomde, polderdijken geven het landschap een enigszins besloten karakter.

## Nabijgelegen kernen
Oostburg, Cadzand, Nieuwvliet, Retranchement, Sluis
Steden: Aardenburg · IJzendijke · Oostburg · Sint Anna ter Muiden · Sluis

Dorpen: Breskens · Cadzand · Eede · Groede · Hoofdplaat · Nieuwvliet · Retranchement · Schoondijke · Sint Kruis · Waterlandkerkje · Zuidzande

Buurtschappen: Akkerput · Bakkersdam · Balhofstede · Biezen · Boerenhol · Braamhul · De Brabander · De Bracke · Cadzand-Bad · Cathelijneschans/Schans · Dam · De Dam · Draaibrug · Halve Maantje · Hans Vriezeschans · Het Eiland · Goedleven · Groeneboomgaard · Grootendam/De Hoogedam · Heille · Hoogendijk · Hoogeweg · Kapitalendam · Ketelaarstraat · Klakbaan · Klein-Brabant · Konijnenberg · Koninginnehaven · Kruisdijk · Kruishoofd · Maagdenberg · Maagd van Gent (deels) · Maaidijk · Marollenput · Moershoofde (deels) · Moleke (deels) · Molentje · Mollekot (deels) · De Munte · Nieuwesluis · Nieuwland · Nieuwvliet-Bad · Nolle · Nummer Een · Oostburgsche Brug · Oosthoek (deels) · Oudeland · Oudemenne · De Pas · Plankenpoortje · Plakkebord · De Platluis · Polderstraat/Steenoven · 't Poldertje · Ponte · Ponte-Avancé · Pyramide · Rijksweg · Ronduit · Roodenhoek · Sasput · Scherpbier · Sint Pieter · Slepershaven/Slapershaven · Slijkplaat · Slikkenburg · Sluissche Veer · Smedekensbrugge · Spitsbroek · Steenhoven · Steenoven · Stenen Heule · Stroopuit · Terhofstede · Ter-Moere · Tol (Schoondijke) · Tol (Waterlandkerkje) · De Tol · Tragel · Turkeye · Valeiskreek · Veldzicht · Veldzicht (deels) · De Verkorting · Verklikker · Vuilpan · Wafeldorp · Waterhoek · Waterloo · Zandertje · Het Zwindorp

Historische plaatsen: De Keizer · Oude Stad (Aardenburg) · Pannenhuis · Potjes

Zeeland: Steden en dorpen in Zeeland      Nederland: Provincies · Gemeenten